# Istočnosrednjonjemački jezici
Istočnosrednjonjemački jezici (istočni srednjonjemački jezici), podskupina srednjonjemačkih jezika raširenih na području Njemačke i Poljske. Tradicionalno je obuhvaćala tri jezika donjošleski (u Ethnologue 16 označen kao gornjošleski), gornjosaksonski, njemački standardni, da bi kao četvrti 18. srpnja 2007. bio priznat i vilamovski jezik.
Najznačajniji od ovih jezika je standardni njemački s 90.294.000 govornika. Ostali jezici imaju znatno manji broj govornika: gornjosaksonski 2.000.000 (1998 A. Thomsen); donjošleski blizu 23.000; i gotovo nestali novopriznati jezik wymysorys, 70 (2006).
Srednjonjemačku skupinu čine zajedno sa 7 zapadnih srednjonjemačkih jezika

## Vanjske poveznice
- Ethnologue (14th)
- Ethnologue (15th)